# Sport Algés e Dafundo
Sport Algés e Dafundo ist ein Sportverein in der portugiesischen Kleinstadt Algés. Er wurde am 19. Juni 1915 gegründet und verfügt über Abteilungen im Schwimmen, Judo, Segeln, Basketball und Rhythmische Sportgymnastik.
Seit 1952 gingen 47 Athleten des Vereins bei Olympischen Spielen an den Start. Größter Erfolg war 2000 in Sydney der Gewinn der Bronzemedaille durch den Judoka Nuno Delgado, die erste olympische Medaille für einen portugiesischen Sportler in dieser Sportart überhaupt.
2006 wurde der Verein vom Internationalen Olympischen Komitee ausgezeichnet.